# 乌斯季-奥尔登斯基布里亚特区
乌斯季-奥尔登斯基布里亚特区（俄语：Усть-Ордынский Бурятский округ），是俄羅斯伊爾庫茨克州下屬的一個區。面積22,138.1平方公里，人口125,177（2010年數據）。首府乌斯季奥尔登斯基。
原為乌斯季-奥尔登斯基布里亚特自治区。2008年1月1日，該自治區與伊爾庫茨克州合併，降格為伊爾庫茨克州的一個區。